# Nowoczerkaska Suworowska Szkoła Wojskowa
Nowoczerkaska Suworowska Szkoła Wojskowa (ros. Новочеркасское суворовское военное училище, Nowoczerkasskoje suworowskoje wojennoje ucziliszcze) – radziecka specjalistyczna szkoła wojskowa w Nowoczerkasku dla młodzieży w wieku szkolnym, odpowiednik liceum wojskowego, istniejąca w latach 1943–1962.
Radzieckie specjalistyczne szkoły wojskowe dla młodzieży – w tym Nowoczerkaska SSW – zostały utworzone po napaści Niemiec na ZSRR, zgodnie z postanowieniem Rady Komisarzy Ludowych ZSRR z 21 sierpnia 1943 „w sprawie pilnych działań w celu przywrócenia gospodarki na terenach wyzwolonych spod okupacji niemieckiej”. Oprócz innych form pomocy dla sierot wojennych (sierocińce) przewidziano również utworzenie skoszarowanych szkół wojskowych dla dzieci i młodzieży. Wtedy właśnie szkoły średnie tego typu otrzymały swoją nazwę od rosyjskiego generała Aleksandra Suworowa.
Szkoła zapewniała wykształcenie średnie i jednocześnie przygotowała swoich uczniów do wstąpienia do wyższych wojskowych szkół dowódczych wojsk lądowych.
Absolwenci SWU nazywają siebie suworowcami.
Uwaga: W Nowoczerkasku istnieje współcześnie inna szkoła – Nowoczerkaska Suworowska Szkoła Wojskowa MSW Rosji (ros. Новочеркасское суворовское военное училище МВД России), która ma tylko podobną nazwę.